# Lasse Hallström
Lars Sven (Lasse) Hallström (Stockholm, 2 juni 1946) is een Zweeds regisseur.
Hallström werd geboren in Stockholm. Zijn vader was een tandarts en zijn moeder was de Zweedse schrijfster Karin Lyberg. Zijn grootvader langs moeders zijde was Ernst Lyberg, de Zweedse minister van Financiën in het eerste kabinet van premier Carl Gustaf Ekman.
Hallström leerde zijn vak door het regisseren van muziekclips. Zo maakte hij onder meer de meeste video's voor de bekende Zweedse popmuziekgroep ABBA.
Sinds zijn internationale doorbraak met de film Mijn leven als hond (1985) werkt Hallström in de Verenigde Staten. Zijn eerste Amerikaanse succes was de film What's Eating Gilbert Grape (1993). De films The Cider House Rules (1999) en Chocolat (2000) werden allebei genomineerd voor een Oscar voor Beste Film. In 2012 maakt hij voor het eerst sinds de jaren 80 weer een film in Zweden: Hypnotisören, een thriller gebaseerd op het gelijknamige boek van Lars Kepler.
In 2025 ontving Hallström de Zweedse culturele onderscheiding Litteris et Artibus.

## Filmografie (selectie)
- 1975: En kille och en tjej
- 1977: ABBA: The Movie
- 1979: Jag är med barn
- 1983: Två killar och en tjej
- 1985: Mijn leven als hond
- 1986: De kinderen van Bolderburen
- 1991: Once Around
- 1993: What's Eating Gilbert Grape
- 1995: Something to Talk About
- 1999: The Cider House Rules
- 2000: Chocolat
- 2001: The Shipping News
- 2005: An Unfinished Life
- 2005: Casanova
- 2007: The Hoax
- 2009: Hachiko: A Dog's Story
- 2010: Dear John
- 2011: Salmon Fishing In The Yemen
- 2012: Hypnotisören
- 2013: Safe Haven
- 2014: The Hundred-Foot Journey
- 2017: A Dog's Purpose
- 2018: The Nutcracker and the Four Realms